# Anthony Lovrich
Anthony Lovrich, född den 5 december 1961 i Perth i Australien, är en australisk roddare.
Han tog OS-silver i scullerfyra i samband med de olympiska roddtävlingarna 1984 i Los Angeles.